# Bluff City (Kansas)
Bluff City és una població dels Estats Units a l'estat de Kansas. Segons el cens del 2000 tenia 80 habitants.

## Demografia
Segons el cens del 2000, Bluff City tenia 80 habitants, 32 habitatges, i 23 famílies. La densitat de població era de 57,2 habitants per km².
Dels 32 habitatges en un 31,3% hi vivien nens de menys de 18 anys, en un 65,6% hi vivien parelles casades, en un 0% dones solteres, i en un 28,1% no eren unitats familiars. En el 21,9% dels habitatges hi vivien persones soles el 12,5% de les quals corresponia a persones de 65 anys o més que vivien soles. El nombre mitjà de persones vivint en cada habitatge era de 2,5 i el nombre mitjà de persones que vivien en cada família era de 3.
Per edats la població es repartia de la següent manera: un 22,5% tenia menys de 18 anys, un 3,8% entre 18 i 24, un 25% entre 25 i 44, un 26,3% de 45 a 60 i un 22,5% 65 anys o més.
L'edat mediana era de 44 anys. Per cada 100 dones de 18 o més anys hi havia 113,8 homes.
La renda mediana per habitatge era de 20.625 $ i la renda mediana per família de 31.458 $. Els homes tenien una renda mediana de 28.750 $ mentre que les dones 10.417 $. La renda per capita de la població era de 10.030 $. Entorn del 13,3% de les famílies i el 12,7% de la població estaven per davall del llindar de pobresa.

## Poblacions més properes
El següent diagrama mostra les poblacions més properes.